# Pygmalion et Galatée (Gérôme)
Pour les articles homonymes, voir Pygmalion et Galatée.
Pygmalion et Galatée est un tableau du peintre français Jean-Léon Gérôme réalisé en 1890. Représentant Pygmalion et Galatée échangeant un baiser, il est conservé au Metropolitan Museum of Art de New York.

## Description
Ce tableau dépeint un passage des Métamorphoses d'Ovide: le désir de Pygmalion éveille la statue de Galatée qu'il vient de créer, et, tandis que Cupidon s'apprête à leur décocher une flèche, la statue devient une vraie femme. Dans la toile de Gérôme, cette métamorphose en train de se faire: le visage et les cheveux sont colorés, mais les jambes et les pieds sont encore de marbre.

## Galerie

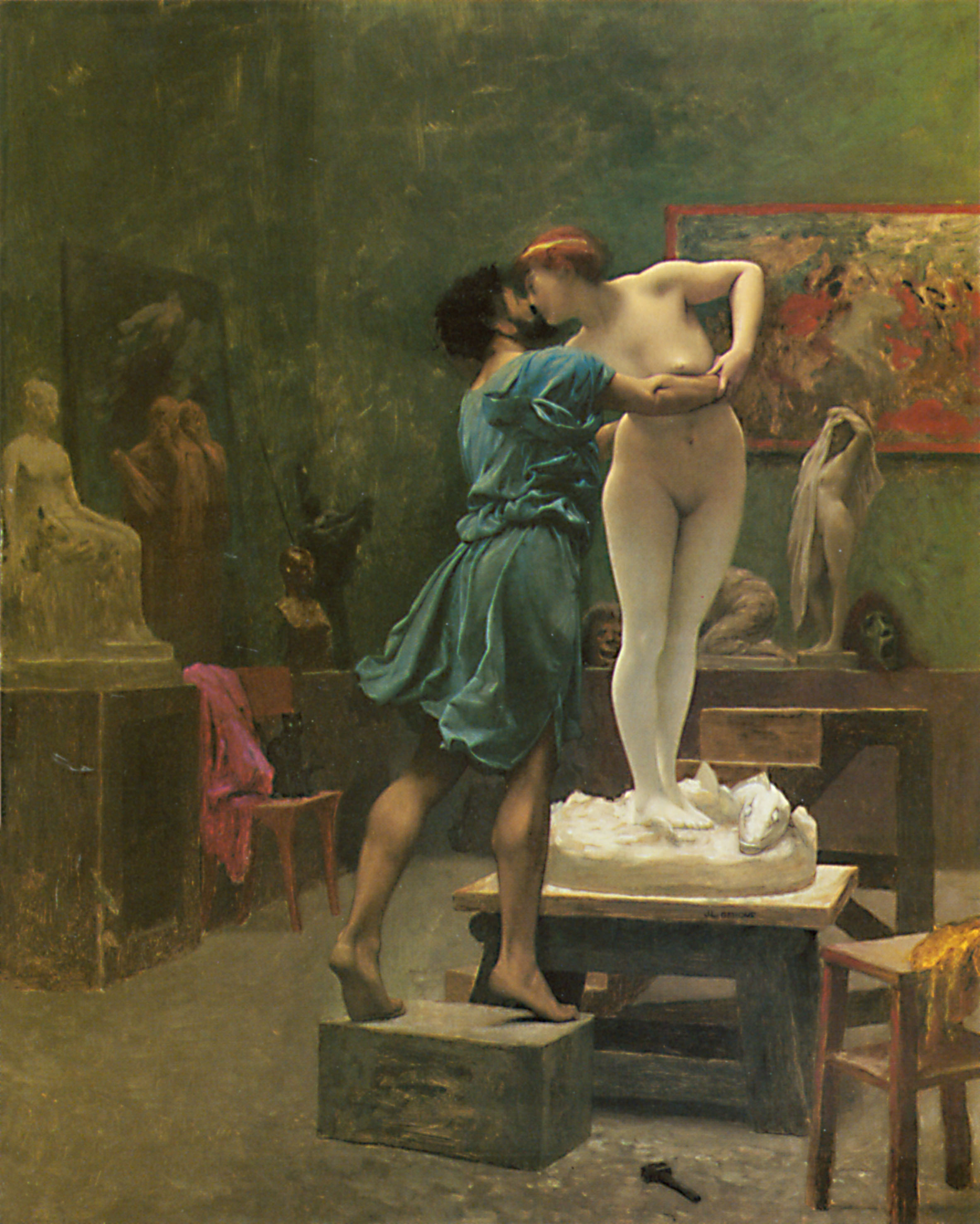
Pygmalion et Galatée, vu de face. 1890.
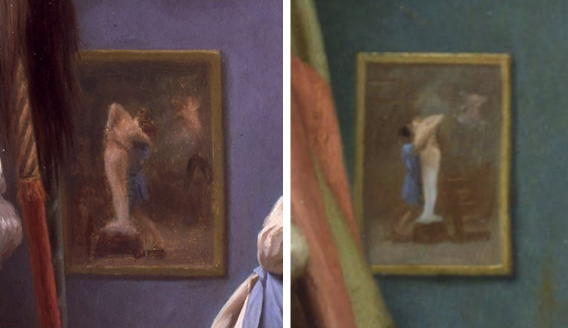
A gauche : détail montrant Pygmalion et Galatée en arrière-plan de L'artiste et son modèle. À droite : détail montrant un autre Pygmalion et Galatée en arrière-plan de Travailler dans le marbre.